# Býchory
Býchory (en allemand : Bejchort ou Bichor) est une commune du district de Kolín, dans la région de Bohême-Centrale, en République tchèque. Sa population s'élevait à 619 habitants en 2020.

## Géographie
Býchory se trouve à 7 km au nord-est de Kolín, à 13 km au nord de Kutná Hora et à 60 km à l'est de Prague.
La commune est limitée au nord par Jestřabí Lhota et Němčice, à l'est par Bělušice, au sud par Konárovice et à l'ouest par Ovčáry et Volárna.

## Histoire
La première mention écrite du village date de 1352.

## Galerie

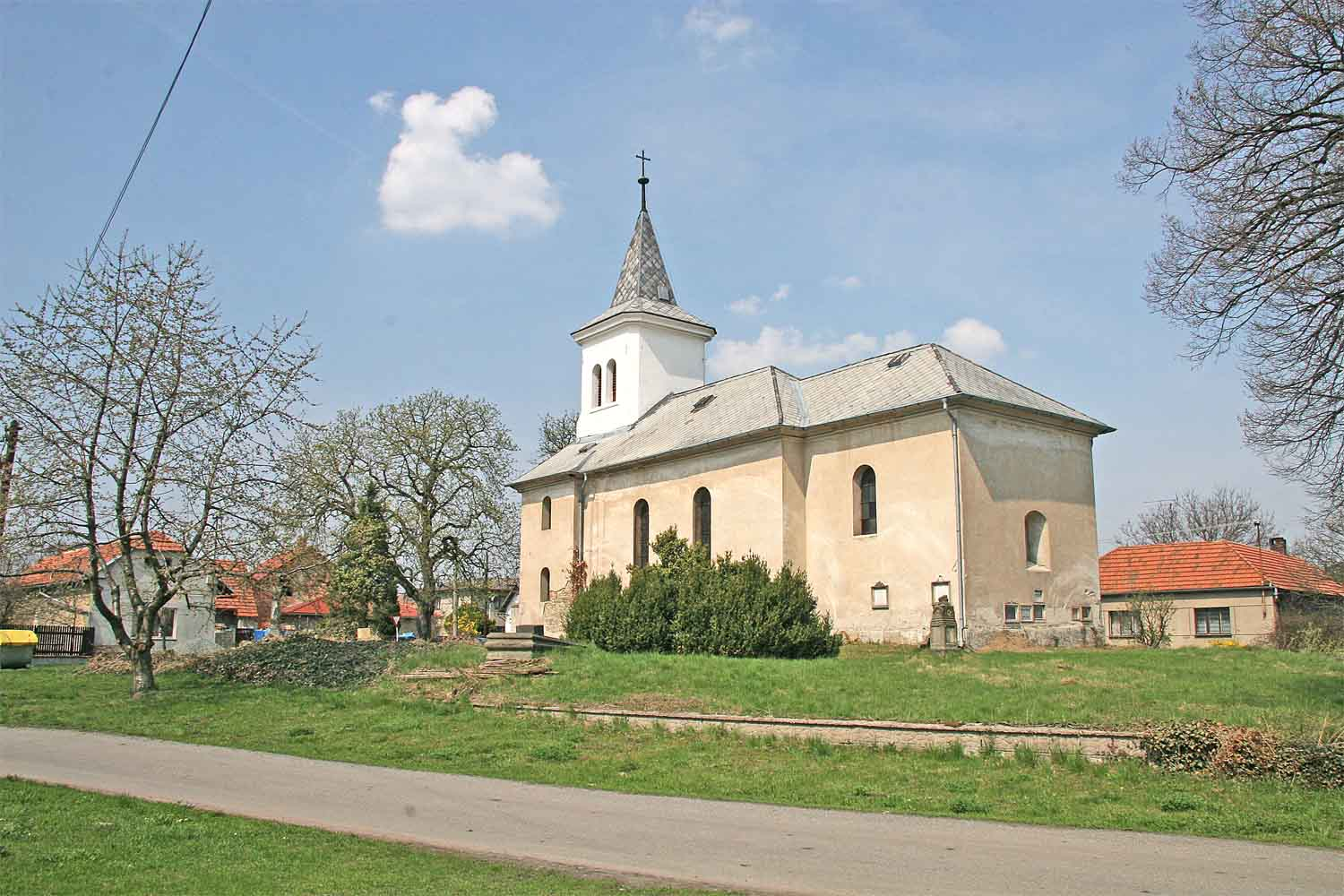
Église Saint-Barthélemy.
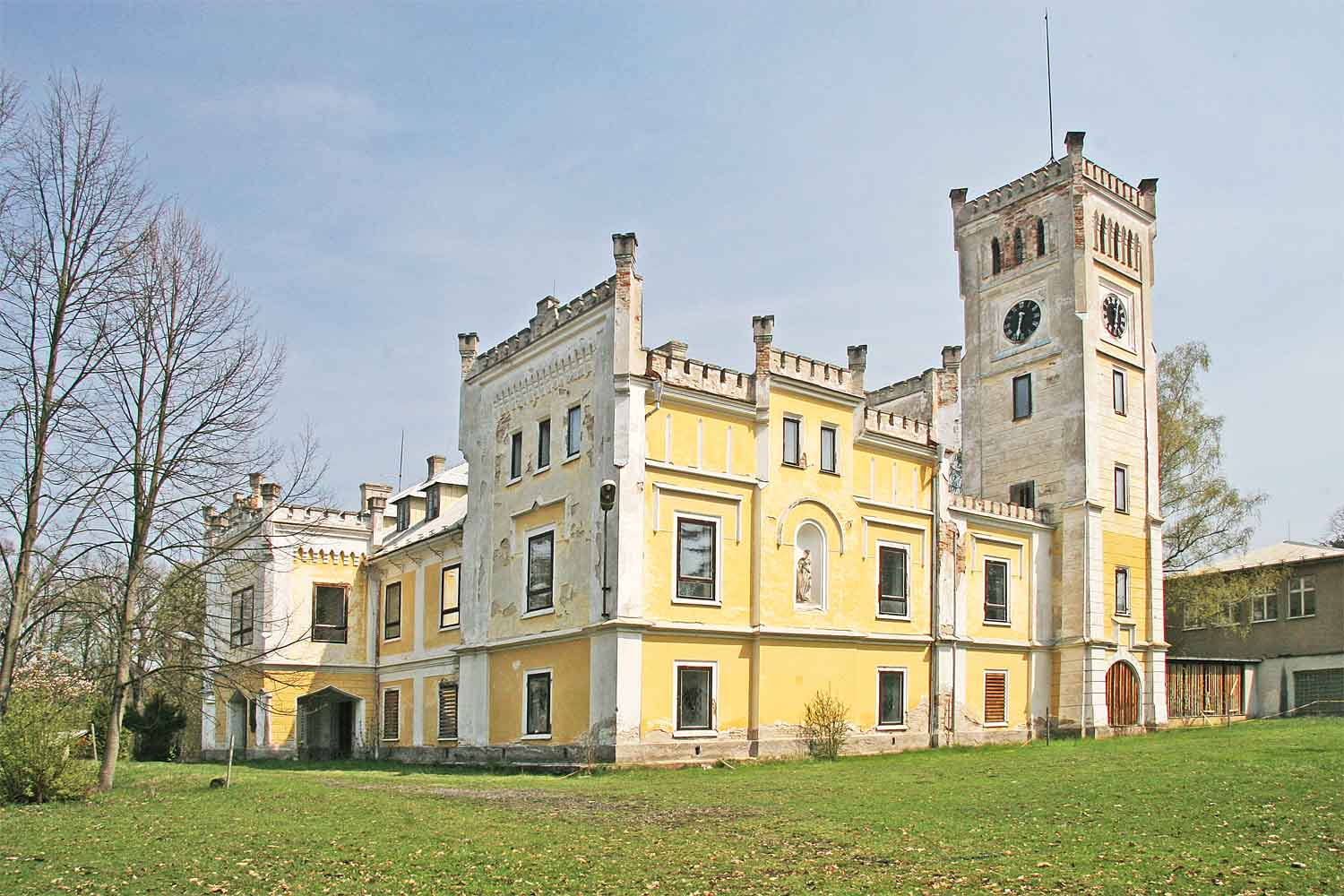
Manoir néo-gothique.
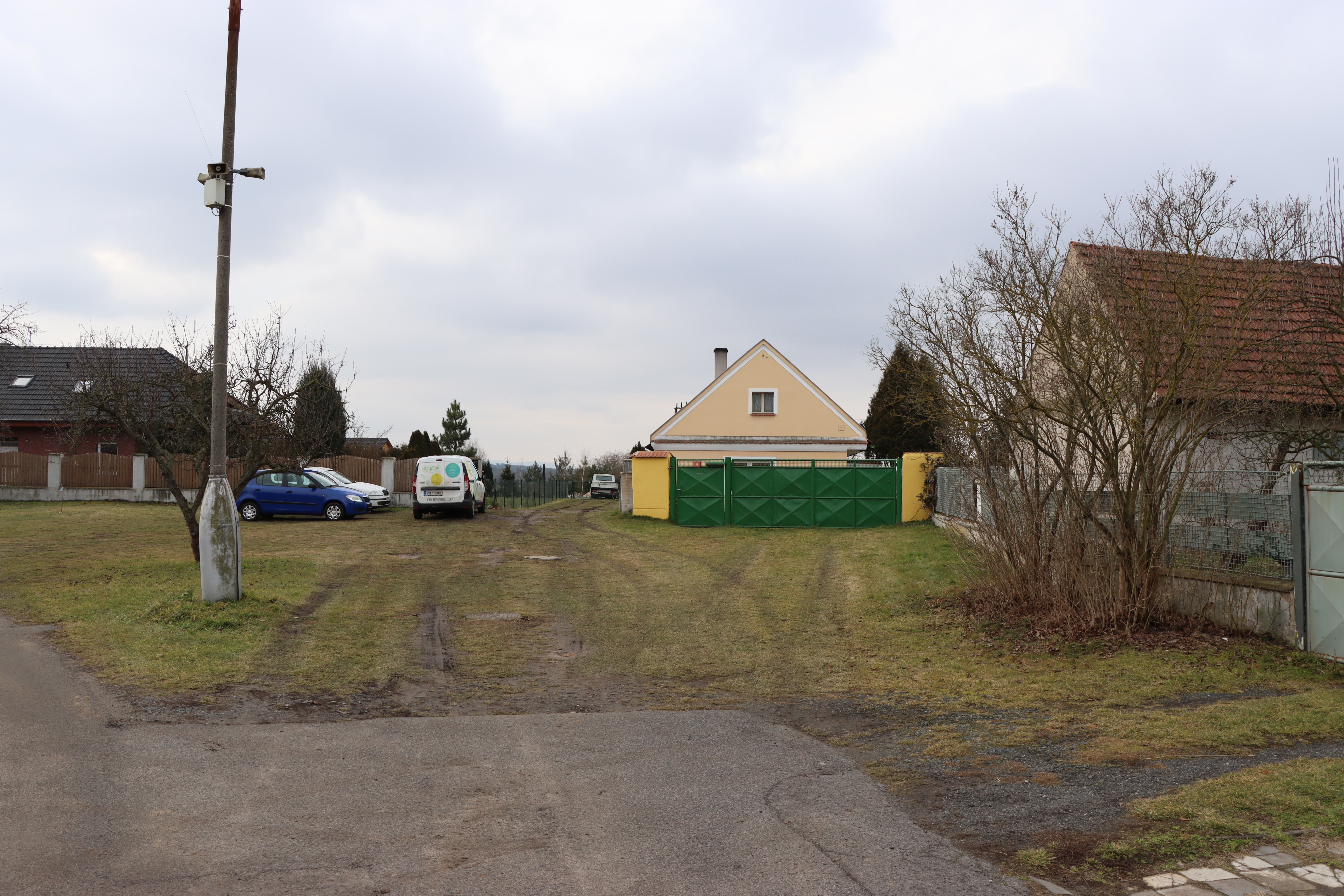
Maison de campagne
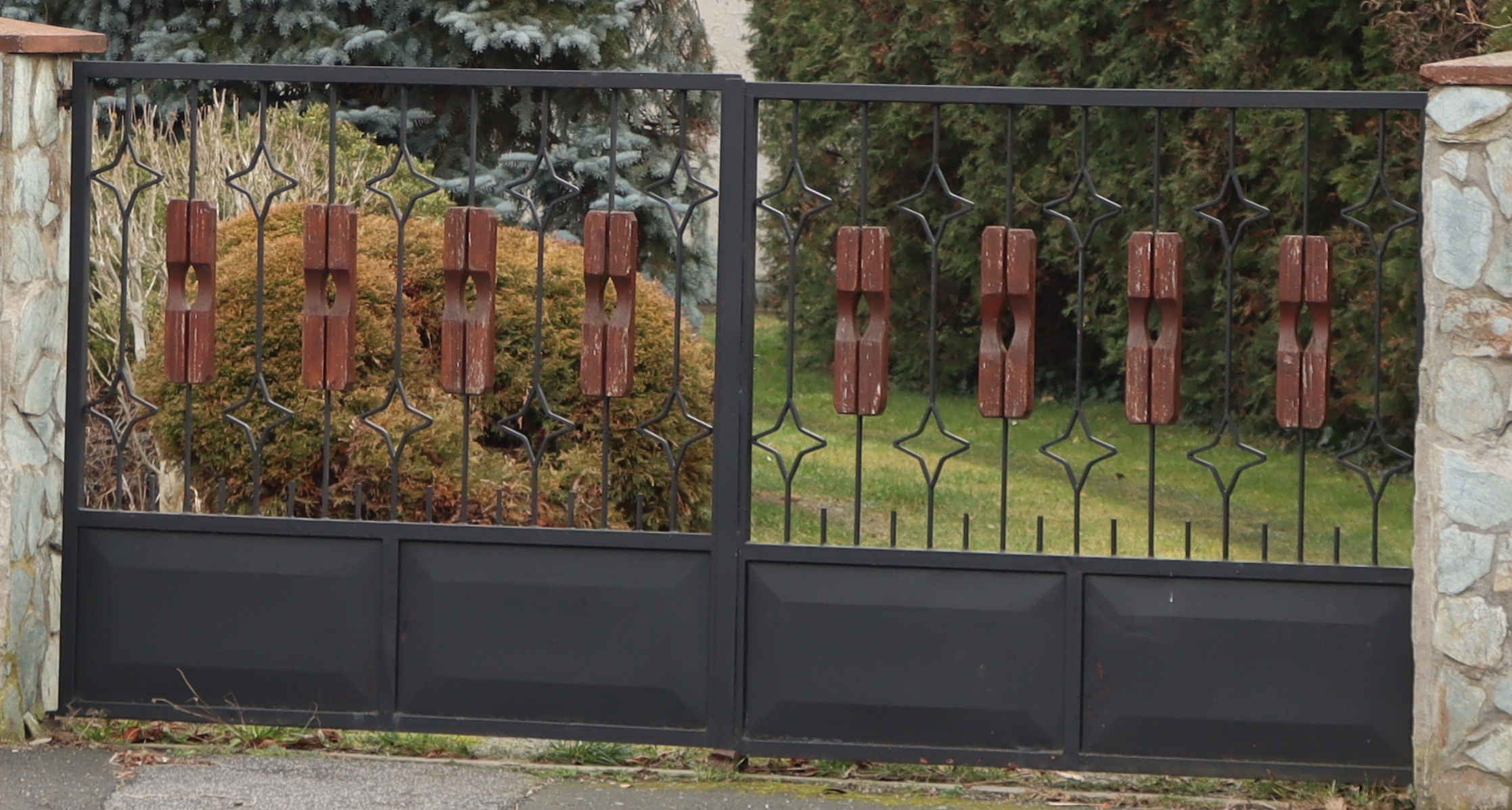
Clôture décorative

## Personnalité
- Jan Kubelík (1880-1940), violoniste, y vécut de 1904 à 1916.